# Luis Bordón
Pour les articles homonymes, voir Bordón.
Luís Bordón (19 août 1926 à Guarambaré - 13 avril 2006 à Asuncion,) est un musicien paraguayen. Il était auteur, compositeur et interprète pour la harpe paraguayenne.

## Biographie
Luis Bordon est né le 19 août 1926 à Guarambaré, dans le département central du Paraguay. Passionné de musique dès son plus jeune âge, il était soutenu et promu par son père. Il a commencé ses études avec la harpe paraguayenne et peu de temps après, sa virtuosité l'a fait jouer comme un petit nombre, imposant ainsi un style délicat et particulier qu'il était impossible d'imiter, selon les commentaires de personnes qui l'avaient entendu.
En 1950, il rejoint l'orchestre Julián Rejala, où il resta pendant de nombreuses années un groupe de musique populaire paraguayen, qui effectua des tournées à travers le Paraguay et au Brésil, soulignant sa participation au groupe en tant que musicien le plus célèbre et le plus recherché de ses performances.
Interprète de harpe paraguayenne, accompagné de ses collègues Felix Perez Cardozo, Digno Garcia, Albino Quiñónez, Cristino Báez Monks et d’autres. Il s’est longtemps établi au Brésil, où il a développé une partie de sa carrière, étant considéré dans les années 70 et 80 comme l’artiste ayant le plus de succès dans les ventes de disques et les performances à travers le Brésil.
Il enregistre 34 albums, remporte 8 albums d'or, diffuse des compositions de harpe paraguayenne et vulgarise le répertoire de l'instrument, qui s'étend à tous les types de musique.
Au cours de sa carrière, il a remporté les prix suivants: ministère des Travaux publics et des Communications du Paraguay, bilan du 150e anniversaire de la police militaire de São Paulo (Brésil), Golden Key aux États-Unis à Texas City et médaille Semper Altima (U.S. Army). Il a remporté 18 trophées artistiques au Brésil et aux États-Unis, ainsi que le titre de commandant décerné par le gouverneur de l'État de São Paulo (Brésil) pour sa participation à divers programmes culturels.
En 2001, l’UNESCO lui a décerné la médaille Orbis Guaraniticus, créée dans la maison Monagas à Paris, spécialement conçue pour les personnalités de l’art et de la culture, ainsi que de nombreux autres prix.
Ses albums ont été publiés lors d'événements spéciaux organisés au Brésil, aux États-Unis, en France, en Espagne, au Portugal, aux Pays-Bas, au Japon, au Venezuela, en Argentine, au Mexique, en Colombie et dans d'autres pays.
Il s'est installé pendant trois ans aux États-Unis avec un visa spécial délivré par le gouvernement de ce pays, où il a fait preuve d'un talent extraordinaire dans le domaine de la musique. Il était l'invité spécial d'une célèbre compagnie japonaise pour se produire au pays du soleil levant. Aux Pays-Bas, il a été spécialement convoqué pour jouer de la harpe paraguayenne lors de l'ouverture d'une chaîne de télévision.
Il est retourné dans son pays natal et a poursuivi la carrière qu’il aimait : la composition et l’interprétation de la harpe paraguayenne. Il a fait un duo très acclamé avec son fils Luis Bordon Junior, qui l'a accompagné à la guitare, complément idéal de la harpe pour l'interprétation du répertoire local et international.
Luis Bordon a acquis une place prépondérante dans l'histoire de la musique paraguayenne, pour la qualité de ses compositions, pour sa personnalité exceptionnelle et pour son interprétation d'un interprète éminent de la harpe paraguayenne.
En février 2006, il a reçu un hommage et a alors exprimé son désir de donner un grand concert de harpe. Ce souhait n'a pas été exaucé, mais le son indiscutable de sa harpe continuera de circuler dans le monde entier. Luis Bordon est décédé le 13 avril 2006 en Asuncion à l'âge de 79 ans.
 